# Seattle Mariners
Seattle Mariners er et amerikansk baseballhold hjemmehørende i Seattle.

## Ekstern henvisning
- Wikimedia Commons har flere filer relateret til Seattle Mariners
- Seattle Mariners : The Official Site Arkiveret 18. juli 2014 hos  Wayback Machine

| Baseball | Spire Denne artikel om baseball er en spire som bør udbygges. Du er velkommen til at hjælpe Wikipedia ved at udvide den. |